# Gegeneraliseerde veelhoek
In de wiskunde is een gegeneraliseerde veelhoek een incidentiemeetstructuur geïntroduceerd door Jacques Tits in 1959. Gegeneraliseerde {\displaystyle n}-hoeken bevatten als speciale gevallen projectieve vlakken (gegeneraliseerde driehoeken) en polaire ruimten van rang 2 (gegeneraliseerde vierhoeken). 

## Definitie[1]
Een (dikke) gegeneraliseerde tweehoek is een incidentiestructuur met minstens drie punten en drie lijnen waarbij elk punt incident is met elke lijn. 
Voor {\displaystyle n\geq 3} is een (dikke) gegeneraliseerde {\displaystyle n}-hoek een incidentiemeetkunde {\displaystyle ({\mathcal {P}},{\mathcal {L}},I)} met {\displaystyle {\mathcal {P}}} de verzameling punten, {\displaystyle {\mathcal {L}}} de verzameling lijnen en {\displaystyle I\subseteq {\mathcal {P}}\times {\mathcal {L}}} de incidentierelatie zodat: 
1. Er zijn geen gewone {\displaystyle k}-hoeken voor {\displaystyle 2\leq k\leq n}.
2. Elke twee elementen van {\displaystyle {\mathcal {P}}\cup {\mathcal {L}}} zijn bevat in een gewone {\displaystyle n}-hoek.
3. Er is een gewone {\displaystyle (n+1)}-hoek.

Indien enkel aan de eerste twee voorgaande eigenschappen voldaan is, spreekt men ook wel van een dunne gegeneraliseerde {\displaystyle n}-hoek. Dit kan equivalent uitgedrukt worden aan de hand van de volgende twee eigenschappen die meer zeggen over de incidentiegraaf:
1. De diameter van de incidentiegraaf is {\displaystyle n} en de taille (lengte kleinste cykel) is {\displaystyle 2n}.
2. Elk element van {\displaystyle {\mathcal {P}}\cup {\mathcal {L}}} is incident met minstens 2 elementen.

Het bestaan van een gewone {\displaystyle (k+1)}-hoek kan men in de definitie ook vervangen door de eis dat elk element van {\displaystyle {\mathcal {P}}\cup {\mathcal {L}}} incident is met minstens drie elementen.
Gewone veelhoeken zijn eenvoudige voorbeelden van dunne gegeneraliseerde veelhoeken. Er zijn {\displaystyle n} punten en {\displaystyle n} lijnen, de orde, hieronder gedefinieerd, is {\displaystyle (1,1)}.

## Eigenschappen
Men kan aantonen dat elke dikke gegeneraliseerde {\displaystyle n}-hoek een orde {\displaystyle (s,t)} heeft zodat elk lijn incident is met {\displaystyle s+1} punten en elk punt incident is met {\displaystyle t+1} lijnen. Hierbij kunnen {\displaystyle s} en {\displaystyle t} ook oneindige kardinalen zijn.
De duale van een gegeneraliseerde veelhoek is steeds opnieuw een gegeneraliseerde veelhoek.

## Restricties en Parameters
Walter Feit en Graham Higman bewezen dat eindige dikke gegeneraliseerde {\displaystyle n}-hoeken enkel kunnen bestaan voor {\displaystyle n\in \{2,3,4,6,8\}}. 
- Gegeneraliseerde driehoeken zijn precies de projectieve vlakken dus {\displaystyle s=t}.
- Gegeneraliseerde vierhoeken zijn precies de polaire ruimten van rang 2.

Het is niet geweten of er dikke gegeneraliseerde veelhoeken bestaan waarbij een van de twee parameters oneindig is en de andere eindig. Men noemt dit semi-eindige gegeneraliseerde veelhoeken. 